# Банток, Гренвилл
Сэр Гре́нвилл Ра́нсом Ба́нток (англ. Granville Ransome Bantock; 7 августа 1868, Лондон, Великобритания — 16 октября 1946, там же) — британский композитор, дирижёр, и педагог.

## Биография
Сын выдающегося шотландского хирурга. Его младшим братом был драматург и режиссер Лидхэм Банток.  В возрасте 20 лет, когда он начал изучать рукописи композиторов, в библиотеке Музея Южного Кенсингтона, он был вовлечен в  мир музыки . Сначала занимался в Тринити-колледже в Лондоне, а с 1888 года в Королевской академии музыки (профессор Фредерик Кордер, композиция и гармония). В 1893—1896 годах издавал журнал «New Quarterly Musical Review». В 1897—1901 годах дирижёр Театра при Новой Брайтонской башне; в Русской музыкальной школе. В 1901—1934 годах профессор университета в Бирмингеме; принимал активное участие в создании Симфонического оркестра Бирмингема, дебютировавшего 5 сентября 1920 года исполнением увертюры «Саул», специально написанной Бантоком по этому случаю. В своём творчестве нередко обращался к английскому национальному фольклору. Оркестровал и редактировал произведений английских вёрджинелистов. Обрабатывал английские народные мелодии. Банток был посвящен в рыцари в 1930 году. В 1898 году он женился на Хелене фон Швейцер (1868-1961).
Среди его учеников были Энтони Бернард и Эрик Фогг.

## Память
В 1947 году основано Общество Бантока, чьим первым президентом был Ян Сибелиус, посвятивший Бантоку свою третью симфонию. Ему же посвятил Марш № 2 ля минор (1901) из своего цикла «Торжественные и церемониальные марши» Эдуард Элгар.

## Сочинения
- Опера Caedmar (1892)
- Опера Eugene Aram (1892)
- Опера «Жемчужина Ирана» / The Pearl of Iran (1894)
- Опера «Морская дева» / The Seal Woman (по мотивам кельтского фольклора, 1924)
- 2 балета
- 3 симфонии
- 6 симфонических поэм
- 2 струнных квартета
- 3 симфонии для хора a capella:
  - Atalanta in Calydon (1911)
  - Vanity of Vanities (1913)
  - A Pageant of Human Life (1913)